# 電子メールフィルタリング
電子メールフィルタリング（でんしメールフィルタリング、英: email filtering）は、電子メールを指定された基準で処理すること。通常、受け取った電子メール群を自動的に処理することを指すが、送信する電子メールも含めて人工知能だけでなく人間の知性を補助として処理することも指す。
電子メールフィルタリングのソフトウェア（電子メールフィルタ）の入力は、電子メールである。出力としては、通常はそのままユーザのメールボックスに送り込むが、他の場所に一部をより分けたり、捨ててしまうこともある。ソフトウェアによっては、処理中に内容を編集することも可能である。

## 背景
電子メールフィルタは、主にスパム（いわゆる迷惑メール）やコンピュータウイルスの除去に使われ、これをアンチスパムフィルタあるいはスパムフィルタと呼ぶ。また、企業が従業員の出す電子メールを調べ、法律違反などをしていないかチェックするのに使うこともある。電子メールの優先順位付けに使ったり、題名や内容などによって分類したりするのにも使うことができる。

## 利用
電子メールフィルタは、ユーザ毎にインストールでき、電子メールクライアントの一部となっている場合もあるし、独立したプログラムの場合もある。フィルタの設定はカスタマイズ可能となっているのが普通である。特に自動スパムフィルタリングは最近の多くの電子メールクライアントに備わっている。インターネットサービスプロバイダが顧客へのサービスの一環として、メール転送エージェントに電子メールフィルタをインストールすることもある。企業も防衛のために利用している。

## カスタマイズ
電子メールフィルタのカスタマイズの度合いは様々である。一部のものは、正規表現によるマッチングに基づいて判断する。他のものとしては、ヘッダや本文内のキーワードを探す手法、送信者やサーバのアドレス（IPアドレス含む）をチェックする手法などがある。より進んだフィルタは、単純ベイズ分類器のような統計的文書分類技法を使っている。画像フィルタもあり、いわゆるアダルト画像を複雑な画像解析によって識別するなどの利用法がある。

## ソフトウェアの例
- CRM114
- dSPAM
- POPFile
- Postfix
- Policyd-weight
- Procmail
- Maildrop
- sendmail - libmilter によるフィルタリングが可能
- SpamAssassin
- Anti-Spam SMTP Proxy
- Spam Mail Killer - ウェイバックマシン（2000年5月11日アーカイブ分） - 日本語ベース。特定国（迷惑メールの主な発信元とされる中国など）経由のメールの削除が可能
- SPAMfighter - コミュニティソフトのフィルタリング（日本語対応版）
- milter manager -  milterを使った効果的な迷惑メール対策